# Amphorocalyx
Amphorocalyx es un género con cinco especies de plantas con flores pertenecientes a la familia Melastomataceae. Es originario de Madagascar. Comprende 5 especies descritas.

## Taxonomía
El género fue descrito por John Gilbert Baker y publicado en J. Linn. Soc., Bot. 22: 476 en el año 1887.

## Especies
| - Amphorocalyx albus Jum. & H.Perrier - Amphorocalyx auratifolius H.Perrier - Amphorocalyx latifolius H.Perrier - Amphorocalyx multiflorus Baker - Amphorocalyx rupestris H.Perrier - |